# Echo modesta
Echo modesta – gatunek ważki z rodziny świteziankowatych (Calopterygidae).